# Elachopeltella rubescens
Elachopeltella rubescens är en svampart som beskrevs av M.L. Farr 1986. Elachopeltella rubescens ingår i släktet Elachopeltella, divisionen sporsäcksvampar och riket svampar.   Inga underarter finns listade i Catalogue of Life.